# Industriële archeologie

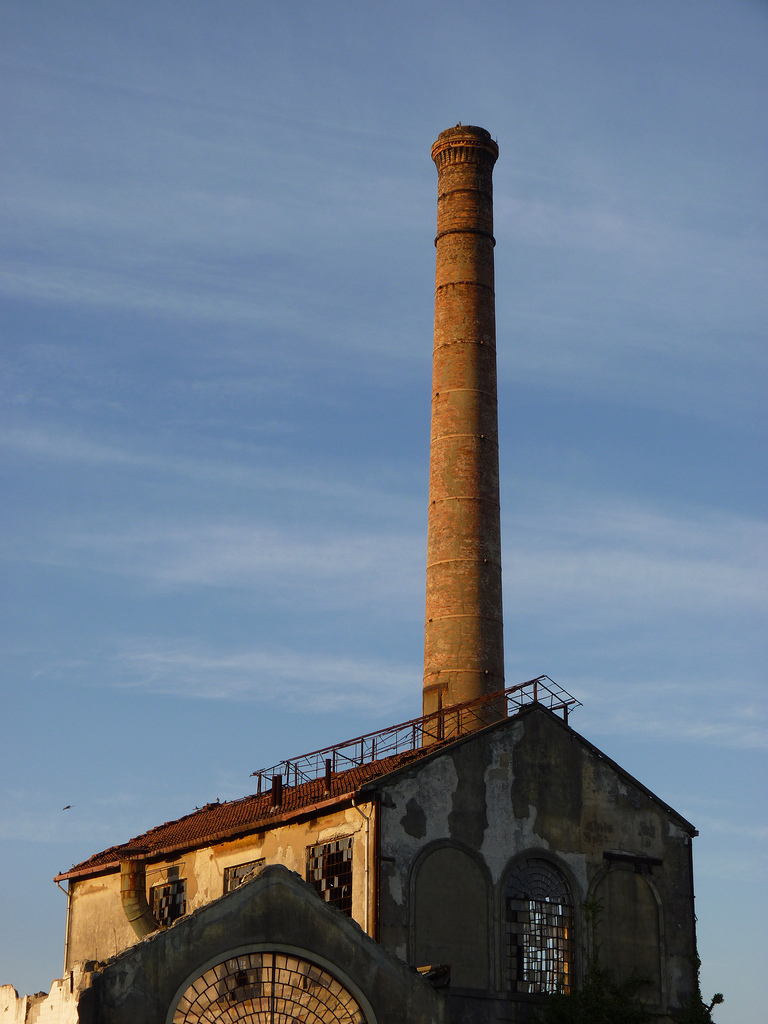
Verlaten textielfabriek in Porto, Portugal

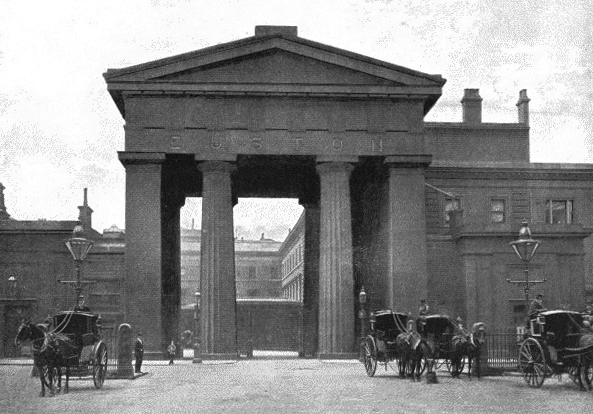
Euston Arch in 1896

Industriële archeologie is een begrip dat vooral in Vlaanderen en Engelstalige landen wordt gebruikt om een tak van de archeologie aan te geven, die zich richt op onderzoek naar de materiële cultuur van de industriële periode. 
De industriële archeologie bestudeert de industriële maatschappij, de industriële relicten en de materiële infrastructuur van productie vanaf de late 18e eeuw en maakt daarbij gebruik van relicten, geschreven en mondelinge bronnen en iconografie. Hierbij kan worden gedacht aan prehistorische kopermijnen zoals die in het Britse Nationaal park Peak District, maar ook modernere vormen van industrie zoals fabrieken bijvoorbeeld het Museum voor Industriële Archeologie en Textiel (M.I.A.T.) in Gent. Daar grootschalige industrialisatie begon in de 18e eeuw, wordt de term vaak geassocieerd met deze en latere periodes.
Industriële archeologen hebben tot doel resten van oude vormen van industrie, inclusief de bijbehorende technologie, transportmiddelen en gebouwen, vast te leggen en te begrijpen. Het werk combineert traditionele archeologie, techniek, architectuur, en economie. Deze archeologie bestudeert de volgende domeinen: transport, energiebronnen, ontginning van metalen, productieprocessen.
In Nederland is de term industriële archeologie goeddeels in onbruik geraakt. Hier spreekt men regulier over Industrieel erfgoed en is er vanuit het academisch werk geen relatie (meer) met archeologie, behalve in enkele initiatieven in de Contemporaine archeologie. 

## Achtergrond
De term werd bedacht in de jaren 50 van de 20e eeuw in Birmingham, Engeland, door Michael Rix. Het begon als een apart onderwerp, en werd verder gestimuleerd door de campagne om de Euston Arch te redden. Palmer en Neaverson (Industrial Archaeology Principles and Practice, 1998) definieerden het als: "de systematische studie van structuren en voorwerpen als middel om onze kennis over ons industriële verleden te vergroten."
Industriële archeologie werd aanvankelijk grotendeels uitgevoerd door amateurs, en gemeden door professionele archeologen. Inmiddels is het echter een erkende tak van archeologie. Daar industriële archeologie zich focust op meer recente tijdsperiodes dan andere takken van archeologie, kan men hierbij vaak (maar niet altijd) een beter beeld schetsen van het verleden.
Net als andere taken van archeologie maakt industriële archeologie gebruik van het bestuderen van fysieke voorwerpen, maar met een oog voor het industriële proces dat erachter steekt. Een van de bekendste opgravingen van industriële archeologie is de Saugus Iron Works National Historic Site, de eerste geïntegreerde ijzersmederij in Noord-Amerika.

## Academische programma's
Veel universiteiten met een archeologiedepartement bieden inmiddels opleidingen aan voor industriële archeologie. Deze worden meestal gegeven op postgraduaatniveau.

## Organisaties
In veel landen bestaan nationale organisaties voor industriële archeologie. De grootste zijn de Society for Industrial Archaeology (SIA) in Noord-Amerika, de Association for Industrial Archaeology (AIA) in het Verenigd Koninkrijk, CILAC in Frankrijk, en AIPAI in Italië. In Vlaanderen zijn de VVIA (Vereniging voor Industriële Archeologie) en het voormalige SIWE (Steunpunt Industrieel en Wetenschappelijk Erfgoed) op dit gebied actief.